# Dormánd
Dormánd est un village et une commune du comitat de Heves en Hongrie.

## Personnalités liées à la commune
- Ladislas Dormandi, éditeur et romancier, y est né en 1898.